# Høgnorsk
Il termine alto norvegese, o Høgnorsk, indica delle varietà di norvegese provenienti dal Nynorsk che rifiutano moltissime delle riforme ufficiali introdotte a partire dalla creazione del Landsmål. L'Høgnorsk accetta tipicamente le riforme iniziali che, tra l'altro, hanno rimosso alcune lettere ormai non pronunciate di origine etimologica, mentre mantiene intatta la gran parte della grammatica del Landsmål.
Il termine 'Høgnorsk' viene attribuito al professor Torleiv Hannaas, che lo introdusse in un articolo del 1922, "Høgnorsk eller flatnorsk?". Egli lo usò analogicamente sulla base dell'alto tedesco (Hochdeutsch) , facendo notare che Ivar Aasen, il creatore dell'ortografia del Nynorsk, aveva tenuto in considerazione specialmente i dialetti delle aree montagnose della Norvegia centrale e occidentale, opposti ai dialetti dei bassipiani della Norvegia orientale, che Hannaas chiamò flatnorsk (Basso norvegese, come Plattdeutsch). 
Il movimento dell'Høgnorsk crebbe grazie all'opposizione alla politica ufficiale del Samnorsk, che puntava a cancellare le differenze tra il Nynorsk e l'altra varietà principale della lingua norvegese, il Bokmål. A questo scopo furono introdotte varie riforme tra il 1938 e il 1959. Inizialmente ci fu una considerevole resistenza contro tali riforme, ma il risultato standard è oggi ampiamente accettato. L'Høgnorsk è attualmente supportato dal Ivar Aasen-sambandet e dagli attivisti del Målmannen, ma ha relativamente pochi utilizzatori.